# Teoría posicional
La teoría posicional (o teoría del posicionamiento) es, en la psicología social una categoría de estudio sobre detalles de interacciones entre individuos que se hallan situados en posiciones y relaciones particulares. El posicionamiento consta de funciones maleables y aspectos históricos que determina las fronteras de significados y actos futuros de lo que las personas dicen y hacen en ciertas situaciones de acuerdo con sistemas normativos y morales. La Teoría Posicional proporciona un marco para comprehender el razonamiento detrás por qué los individuos sólo escogen actuar con un comportamiento concreto o un conjunto acotado de comportamientos fuera de las muchas posibilidades de comportamientos que hay ante ellos. Los "posicionamientos" pueden ser definidos como un conjunto de creencias que un individuo tiene respecto a derechos y deberes a cumplir de una manera particular. Los "posicionamientos" comprenden los mecanismos por los cuales ciertos roles son asignados, apropiados o negados. Las oportunidades para la actuación de una persona depende de otras personas; el individuo utiliza sus capacidades cognitivas propias así como las de otros para actuar.
Hay tres órdenes de posicionamiento basado en cómo las posiciones se asumen: "primer", "segundo" y "tercer orden" de posición. El posicionamiento también puede ser clasificado a varios tipos según lo específico de la situación; estos incluyen el yo, el otro, posición tácita, intencionada, interactiva, reflexiva, moral, personal, indirecta, y maligno. La teoría posicional se origina en los años 1980 desde los estudios de género, y desarrollada por contribuciones de Bronwyn Davies, Rom Harré, Luk Van Langenhove, y Fathali Moghaddam. La teoría ha proporcionado una estructura para el análisis de discurso social, y  ha sido usada para estudiar varias situaciones sociales. Su aplicación se ha extendido a campos como educación, antropología, comunicación, y ciencia política.

## Visión general
La teoría del posicionamiento proporciona un marco para comprender por qué las personas eligen actuar con un comportamiento específico o un conjunto reducido de comportamientos de los muchos comportamientos posibles que se les presentan. Las "posiciones" son una colección de creencias específicas que los individuos tienen en un contexto de derechos, deberes y obligaciones. Están abiertos al cambio (en comparación con los "roles" que son fijos) y constituyen una base básica para ayudar a un individuo a determinar cómo comportarse de cierta manera. El "posicionamiento" se refiere a los mecanismos mediante los cuales se asignan, apropian o niegan los roles; también involucra las formas en que los individuos se construyen a sí mismos ya los demás a través de actividades discursivas, como la expresión oral y escrita, el uso del lenguaje, el habla y otras acciones basadas en sistemas normativos y morales. Las oportunidades para que las personas actúen dependen de muchas otras personas. Para realizar tareas, las personas utilizan sus propias capacidades cognitivas, así como las capacidades de los demás.
Los investigadores han estudiado las narrativas utilizadas por los individuos para posicionarse a sí mismos y a los demás. Estos estudios analizan específicamente cómo los individuos asumen las posiciones (para sí mismos y para los demás) en función de su interpretación de los "derechos" (lo que una persona le exige a los demás) y los "deberes" (lo que una persona le debe a los demás). La teoría implica convenciones de expresión y acción que son cambiantes, cuestionables y de corta duración. Esto contrasta con la teoría de roles, en la que éstos son relativamente fijos y estáticos. La teoría se puede utilizar para investigar cómo un individuo construye su historia y, en consecuencia, su sentido de sí mismo, los actos sociales (incluido el habla) representados en y a través de su historia y las posiciones que revelan.

### Relación con las teorías de Lev Vygotski

En el segundo círculo, representando la zona de desarrollo próximo, los estudiantes no pueden completar tareas sin ayuda, pero les puede completar con una guía.

Rom Harré y Fathali Moghaddam sugieren que la teoría del posicionamiento se suma al trabajo de teóricos anteriores como Lev Vygotski (1896-1934). La teoría del posicionamiento es explícitamente consistente con los enfoques de aprendizaje y enseñanza de Vygotski, y es aplicable a la investigación educativa con su énfasis en los atributos individuales y sociales.
Vygotski teorizó que el apoyo social positivo puede llevar a un individuo a lograr un funcionamiento mental superior. En la zona de desarrollo próximo (ZPD) de Vygotski, un alumno puede aumentar su rendimiento en las tareas cuando recibe el apoyo de adultos o cuando colabora con sus compañeros. Harré y Moghaddam explican que la teoría del posicionamiento puede llenar el "vacío" en el trabajo de Vygotski al enfatizar la variabilidad de posiciones que surgen en un grupo que podría estar apoyando a ese alumno.
La teoría del posicionamiento destaca el individuo y el conocimiento de los participantes en el contexto educativo. En tales contextos, el rol y la posición pueden parecer superpuestos y muchos ven el posicionamiento como otra forma de explicar el rol de alguien. Las construcciones son bastante diferentes, ya que un rol es estático y una posición cambia según el contexto. Davies y Harré explican esta diferencia con un ejemplo del papel de una "madre". Existe una comprensión general del papel que desempeña una madre en la vida de alguien, pero lo que falta es la comprensión internalizada de "madre" para cada persona individual que desempeña ese papel. Es decir, cada persona tiene una experiencia vivida única que afecta su posición. Uno puede anticipar convertirse en madre, o puede que nunca esté en esta posición. Además, la persona podría tener una relación fuerte o mala con su propia madre. Hay una historia de narrativas a partir de cada experiencia vivida que determina la posición de uno frente a la idea de "madre". Esto se puede aplicar en contextos educativos cuando se observa la diferencia entre el "rol" de un maestro y la "posición" de un maestro.